# Volkswagen Arena
Volkswagen Arena (phát âm tiếng Đức: [ˈfɔlksvaːɡŋ̍ ʔaˌʁeːnaː]; còn được gọi là VfL Wolfsburg Arena do các quy định tài trợ của UEFA) là một sân vận động bóng đá nằm ở Wolfsburg, Niedersachsen, Đức. Sân được khánh thành vào năm 2002 và được đặt theo tên của hãng xe Volkswagen AG. Volkswagen Arena có sức chứa 30.000 người: bao gồm 22.000 chỗ ngồi và 8.000 chỗ đứng. Sân nằm ở Allerpark. Đây là sân nhà của câu lạc bộ bóng đá VfL Wolfsburg.

## Toàn cảnh

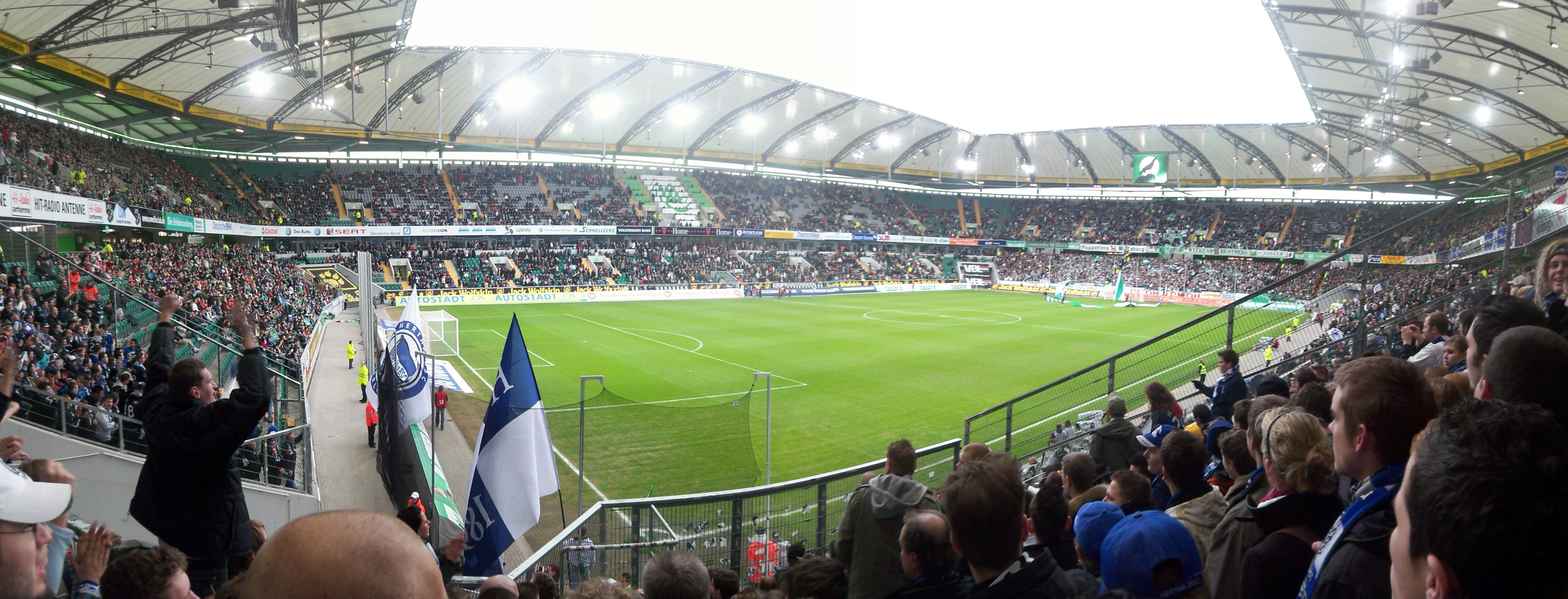
Toàn cảnh của sân vận động Volkswagen-Arena